# Aderus scapularis
Aderus scapularis es una especie de coleóptero de la familia Aderidae. Fue descrita científicamente por Léon Fairmaire en 1896.

## Distribución geográfica
Habita en la India.